# 화서선생아언 목판
화서선생아언 목판(華西先生雅言 木板)은 충청북도 제천시 봉양읍, 의암거택에 있는 조선시대의 목판이다. 2013년 2월 1일 충청북도의 유형문화재 제348호로 지정되었다.

## 개요
화서선생아언은 조선 말기의 문신이며 학자인 이항로(李恒老, 1792～1868)의 어록을 그의 제자인 김평묵(金平黙, 1819～1891), 유중교(柳重敎, 1832～1893) 등이 후학들의 학문연마에 지침서가 될 수 있도록 편찬한 책이다.
화서선생아언 판목은 1867년 문집을 완성한 후 7년 후인 1874년 여름에 완성되었고, 조선 말기의 척사사상의 근간은 물론 목판 인쇄문화를 알 수 있는 귀중한 자료이다.

## 같이 보기
- 이항로

## 참고 자료
- 화서선생아언 목판 - 국가유산청 국가유산포털